# Ruter (företag)
Ruter AS är ett offentligt ägt företag som ansvarar för kollektivtrafiken i Oslo och Akershus. Ruter AS avgör priser och linjer för tunnelbanan, spårvagnar, bussar och färjor i de två fylkena, som därefter beställes från underleverantörer. Regionens järnvägstrafik tillhör också Ruters prissystem, men drivs i sin helhet av Vy.

## Historia
Företaget etablerades den 23 oktober 2007 och är ett resultat av sammanslagning av AS Oslo Sporveier (OS) och Stor-Oslo Lokaltrafikk AS (SL). En sammanslagning av företagen var ett mål för myndigheter och andra involverade parter i drygt 30 år.[källa behövs] Namnet Ruter antogs av det nya företagets styrelse 14 december 2007. De båda företagens verksamhet övertogs av det nya företaget 1 januari 2008.

## Ägande
Företaget ägs av Oslo kommun (60 procent) och Akershus fylkeskommun (40 procent), och administrerar och planerar all kollektivtrafik i Oslo och Akershus bortsett från Vys tåg. Från politiskt håll i Oslo och Akershus har det emellertid uttryckts önskemål om att Vys lokaltåg i regionen också skall läggas under företaget.[källa behövs]
Ruter AS har 141 anställda (2013). Styrelseordförande är Ragnar Søegaard och verkställande direktör är Bernt Reitan Jenssen.